# Anafaza
Anafaza je jedna od podfaza mitoze. U životinjskih organizama to je četvrta faza, nakon koje slijedi telofaza. Kod biljnih organizama, to je peta faza koja slijedi nakon metafaze.
U anafazi se odvajaju sestrinske kromatide u na mjestu pričvrsnice. To se zbiva tako što se kromosomski centromer podijeli. Od tog trenutka kad su se razdvojile, svaka kromatida u cijeloj svojoj dužini predstavlja samostalni, jednostruki kromosom. Taj jednostruki kromosom je građen od jedne molekule DNK. Samostalni kromosomi tad se kreću ka suprotnim polovima diobenog vretena na način da se skraćuju polarne i kinetohorne niti (mikrotubuli) koje tvore diobeno vreteno.
|  |  |  |